# Le Ménil-Scelleur
Le Ménil-Scelleur – miejscowość i gmina we Francji, w regionie Normandia, w departamencie Orne.
Według danych na rok 1990 gminę zamieszkiwało 98 osób, a gęstość zaludnienia wynosiła 18 osób/km² (wśród 1815 gmin Dolnej Normandii Le Ménil-Scelleur plasuje się na 788. miejscu pod względem liczby ludności, natomiast pod względem powierzchni na miejscu 846.).